# Jonathan Murphy
Jonathan Michael Murphy (* 3. August 1981 in Arlington, Texas) ist ein US-amerikanischer Schauspieler.

## Leben
Murphy wuchs in Arlington, Texas, auf, wo er an der Highschool  an Theateraufführungen mitwirkte. Mit 20 Jahren zog er nach Los Angeles. Nach kleinen Auftritten in Fernsehserien wie Reich und Schön, Without a Trace – Spurlos verschwunden und Für alle Fälle Amy erlangte er durch seine Rolle des Ronnie Garrett in der Serie October Road größere Bekanntheit. von 2008 bis 2009 spielte er in der Rolle des Detective Chris Skelton an der Seite von Jason O’Mara und Harvey Keitel in der 17-teiligen Krimi-Mystery-Serie Life on Mars, einer Neuverfilmung der britischen Serie Life on Mars – Gefangen in den 70ern.

## Filmografie (Auswahl)
- 2003: Reich und Schön (The Bold And The Beautiful, Fernsehserie)
- 2003: Without a Trace – Spurlos verschwunden (Without a Trace, Fernsehserie)
- 2004: Für alle Fälle Amy (Judging Amy, Fernsehserie)
- 2005: Cold Case – Kein Opfer ist je vergessen (Cold Case, Fernsehserie)
- 2007–2008: October Road (Fernsehserie)
- 2008: Wildfire (Fernsehserie)
- 2008–2009: Life on Mars (Fernsehserie)
- 2009: Ready for Hangover (Ready or Not)